# Ольга Більєрі
Ольга Більєрі Скурто, також відома як Барбара (Мортара, 15 березня 1915 — Рим, 10 січня 2002) — італійська художниця-футурист і авіаторка. Вона була однією з трьох жінок, пов'язаних із цим рухом і, зокрема, з Аероживописом. (Інші — Маріса Морі та Бенедетта Каппа).

## Життєпис
Більєрі народилась у Мортарі, Ломбардія, 15 березня 1915 року. Ольга виросла в сільській місцевості поблизу Новари, де її батько володів фермою. Вона почала малювати в одинадцять років, а також навчалася на пілота. Навчившись керувати аеропланом, вона отримала відповідну ліцензію пілота в аероклубі Камері у віці 16 років.
Більєрі доєдналася до футуризму, коли Філіппо Томмазо Марінетті, який був засновником руху, випадково побачив її картини у вітрині магазину.
Більєрі вирішила працювати під ім'ям Барбара та поєднала дві свої пристрасті, включивши зображення літаків у свої картини Аероживопису. Її картина 1939 року Aeropittura di città (Аероживопис міста) була експонувалася на 22-ї Венеційській бієнале. Основним предметом цієї картини є літак, але її композиція розчиняється у двовимірних формах. Її картини мають велике значення. Вони є свідченням того, як жінки-аерохудожники знайшли місце в класичному футуристичному образі людини/машини та створюють паралельну концепцію «супердонни» або жінки/машини.
У 1939 році вона вийшла заміж за поета і письменника Ігнаціо Скурто. Коли під час Другої світової війни у 1943 році Скурто був призваний до армії, Більєрі довелося піклуватися про їхніх дітей. Її чоловік помер у 1954 році. Після тривалої перерви, коли вона пішла на пенсію у Валь-д'Оссола, щоби писати дитячі книжки, Більєрі працювала журналісткою в царині моди. На початку 1960-х років вона вела популярне радіошоу Stella Polare на Rai Radio 1, де давала поради щодо моди.
Інтерес Більєрі до мистецтва відродився після зустрічі зі шведським художником Гостою Лільєстромом у 1964 році. У 1986 році її скульптура «Дерево миру» була встановлена в саду Меморіального музею миру в Хіросімі.
У 1998 році вона була темою автобіографії, написаної Франческою Бреззі, Quando il futurismo è donna: Barbara dei colori.
Ольга Більєрі померла у Римі в 2002 році.

## Спадщина
У 2009 році одна з її робіт була включена до виставки в Casa Italiana Zerilli-Marimò у Нью-Йорку.
У 2015 році в Новарі на її честь назвали вулицю.